# Natroxalat
El natroxalat és un mineral de la classe dels compostos orgànics. Va rebre el seu nom per Alexander Petrovich Khomyakov per la seva composició química: sodi (natrum, en llatí) i oxalat.

## Característiques
El natroxalat és una substància orgànica de fórmula química Na₂(C₂O₄). Cristal·litza en el sistema monoclínic. Els cristalls són allargats al llarg de [001], de fins a 5 mil·límetres, mostrant {110}, {001}, {010}, {100} i {221}, en agregats radials. Acostuma a trobar-se en forma de gra fi, formant venes i nòduls. La seva duresa a l'escala de Mohs és 3.
Segons la classificació de Nickel-Strunz, el natroxalat pertany a «10.AB - Sals d'àcids orgànics: oxalats» juntament amb els següents minerals: humboldtina, lindbergita, gluixinskita, moolooïta, stepanovita, minguzzita, wheatleyita, zhemchuzhnikovita, weddel·lita, whewel·lita, caoxita, oxammita, coskrenita-(Ce), levinsonita-(Y), zugshunstita-(Ce) i novgorodovaïta.

## Formació i jaciments
Va ser descoberta al mont Alluaiv del massís de Lovozero, a la província russa de Múrmansk. Sol trobar-se associada a altres minerals com: aegirina, albita, elpidita, natró, nenadkevichita, taeniolita, esfalerita, pirita i galena. També ha estat descrita als monts Kukisvumchorr i Koashva, del massís de Khibini, a Rússia, i al Pabellón de Pica, a Chanabaya (Regió de Tarapacá, Xile).